# Neohaematopinus semifasciatus
Neohaematopinus semifasciatus är en insektsart som beskrevs av Ferris 1916. Neohaematopinus semifasciatus ingår i släktet Neohaematopinus och familjen ledlöss. Inga underarter finns listade i Catalogue of Life.